# Chlum (Boêmia do Sul)
Chlum é uma comuna checa localizada na região da Boêmia do Sul, distrito de Strakonice.